# Thủy điện Hà Nang
Thủy điện Hà Nang là thủy điện xây dựng trên các suối phụ lưu của sông Trà Bồng tại vùng đất xã Trà Thủy huyện Trà Bồng tỉnh Quảng Ngãi, Việt Nam 
Thủy điện Hà Nang có công suất lắp máy 11 MW với 2 tổ máy, khởi công tháng 4/2008, hoàn thành tháng 17/09/2010 .

## Phân bố
Thủy điện Hà Nang thuộc loại có hai hồ chứa nước hoạt động liên hoàn.
- Hồ nước thứ nhất ở Thôn 4 thượng nguồn suối Nước Nuông 15°17′57″B 108°26′22″Đ / 15,299168°B 108,439486°Đ. Phía đông hồ có cửa ống đưa nước tới hồ 2 15°18′01″B 108°27′33″Đ / 15,300336°B 108,459237°Đ.
- Hồ nước thứ hai ở Thôn 1 thượng nguồn suối Trà Cân.
- Nhà máy điện đặt tại Thôn 5 15°16′14″B 108°29′48″Đ / 15,270607°B 108,496581°Đ, xả nước ra suối Trà Căng và từ đó ra sông Trà Bồng.

## Tranh chấp nguồn nước
Tại Thôn 5 xã Trà Thủy năm 2000 đã xây dựng Thủy điện Cà Đú công suất lắp máy 2,5 MW trên suối Cà Đú, trong đó suối Trà Cân là phụ lưu hợp thành suối Cà Đú .
Hồ nước thứ hai của thủy điện Hà Nang chiếm một phần lưu vực, không trả nước lại dòng suối Cà Đú, nên làm giảm lưu vực của Thủy điện Cà Đú.